# Mytischtschi-Arena
Die Mytischtschi-Arena  (russisch Арена Мытищи) ist eine Mehrzweckhalle in der russischen Stadt Mytischtschi, die rund 20 km nordöstlich von Moskau liegt. Die Halle wurde am 15. Oktober 2005 eingeweiht und bietet bei Eishockeyspielen 7000 Zuschauern Platz. Bei Konzerten liegt die Kapazität bei 9000 Besuchern.

## Nutzung
Die Halle wurde von der Eishockeymannschaft Atlant Moskowskaja Oblast von 2005 bis zur Auflösung 2015 für ihre Partien genutzt. Im Frühjahr 2007 war die Arena, neben der Moskauer Chodynka-Arena, Austragungsort der 71. IIHF Eishockey-Weltmeisterschaft der Herren, die in Russland stattfand.
Seit der Saison 2017/18 trägt der Basketballclub BK Chimki seine Heimspiele der EuroLeague in der Mytischtschi-Arena aus. Aufgrund der COVID-19-Pandemie kündigte der chinesische KHL-Teilnehmer Kunlun Red Star am 15. Juli 2020 an, seine Heimspiele ab der Saison 2020/21 in der Mytischtschi-Arena auszutragen.

## Galerie

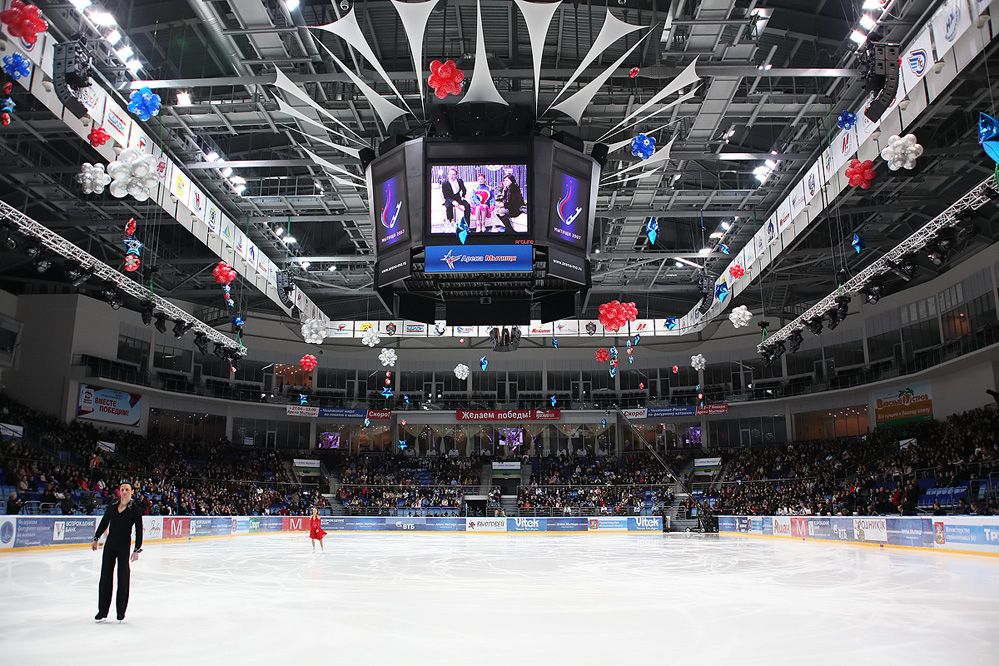
Russische Eiskunstlauf-Meisterschaften 2007 in der Mytischtschi-Arena
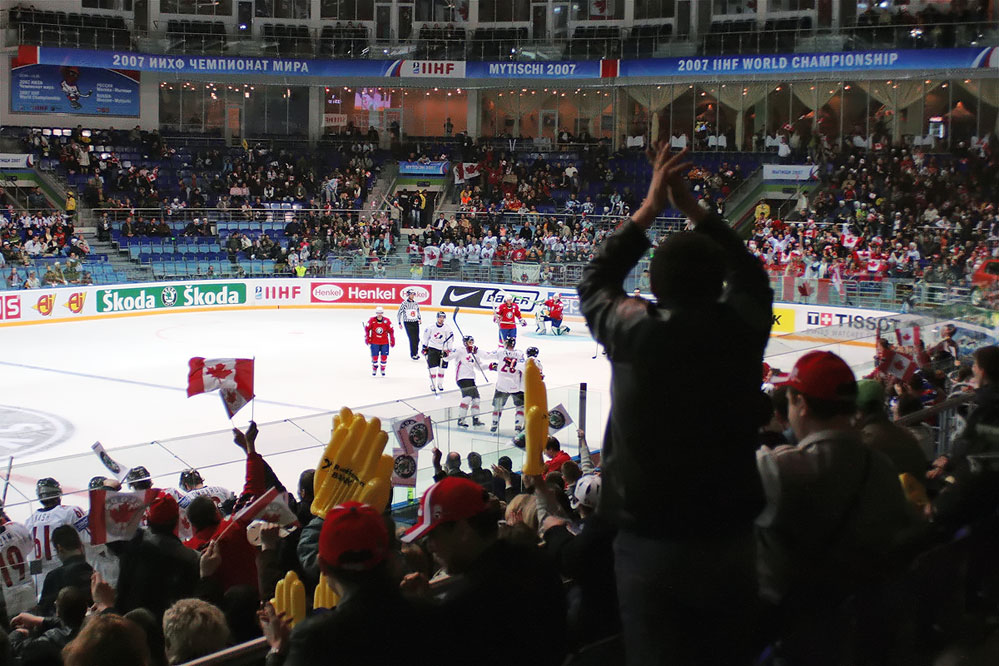
Eishockey-Weltmeisterschaft der Herren 2007
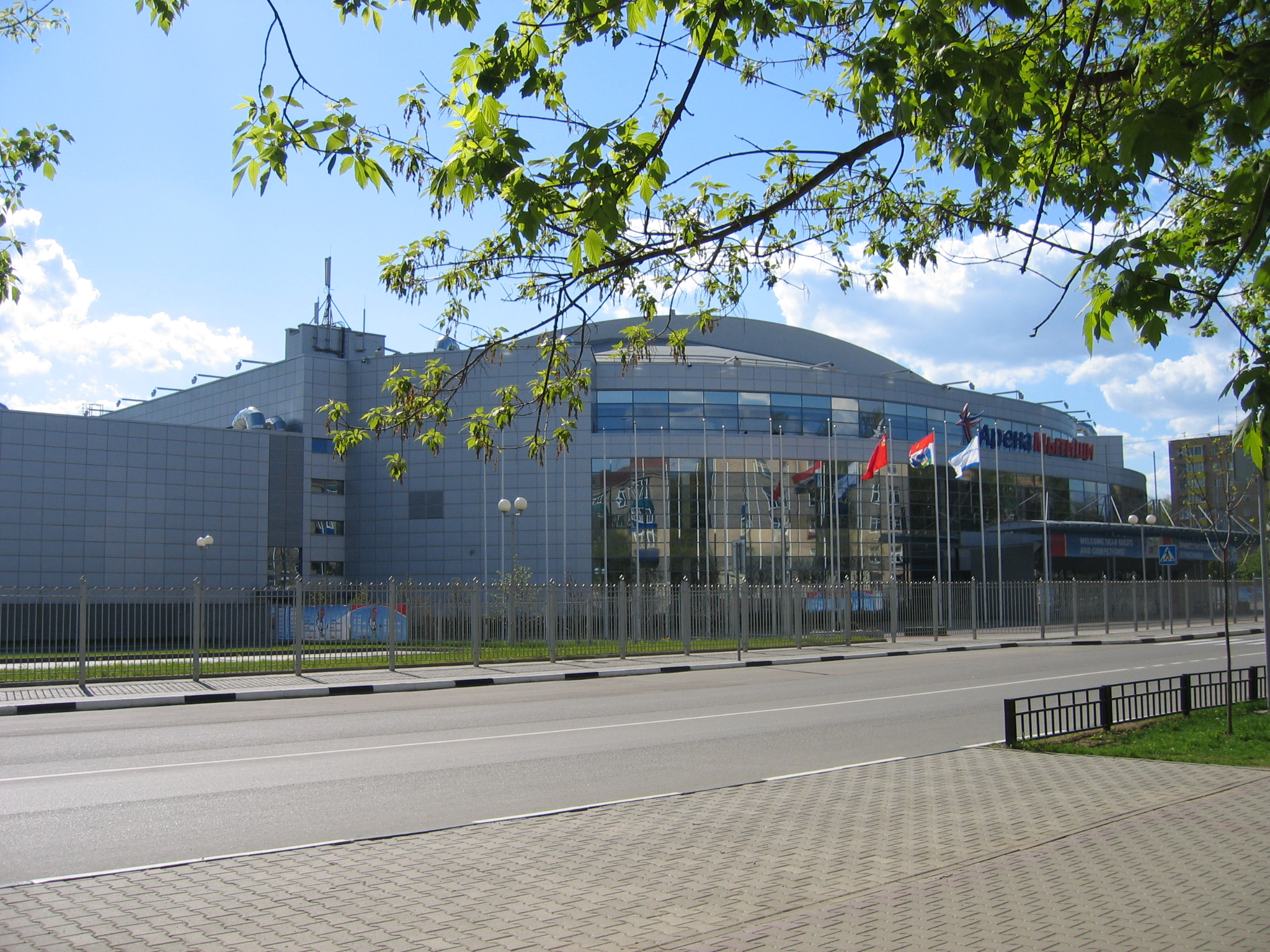
Die Arena (2008)